# Großgörschen
Großgörschen est une ancienne commune allemande, dans le Land de Saxe-Anhalt, rattachée à Lützen depuis le 1er janvier 2010. Elle est située entre Leipzig et Weißenfels et comptait 819 habitants en 2008.

## Quartiers
L'ancienne localité de Großgörschen comportait quatre quartiers :
- Großgörschen
- Kleingörschen
- Rahna
- Kaja

Les trois denièrs villages sont rattachés à la commune le 1er juillet 1950.

## Histoire
Des établissements slaves datant de l'époque d'environ 600 ans sont documentés sur le territoire de la commune. La première mention documentaire date de 1277 quand le Margrave Dietrich de Landsberg vend le village - comme partie du circuit judiciaire de ELsdorf - à l'évêque de Mersebourg. Jusqu'à 1815 Großgörschen fait partie de l'Amt Lützen.
Le 2 mai 1813, pendant la campagne d'Allemagne, s'y déroule la bataille de Lützen, également appelée par les historiens allemands bataille de Großgörschen. Le generalfeldmarschall Wittgenstein y attaque une colonne avancée de Napoléon afin de reprendre la ville de Leipzig. Après une journée de rudes combats, les forces russes et prussiennes battent en retraite.
Après le Congrès de Vienne, le village fait partie de l'arrondissement Mersebourg dans la Province de Saxe. Du 1er juillet 1950 le village devient part de l'arrondissement de Weißenfels, et rejoint la ville de Lützen le 1er janvier 2010.

## Galerie

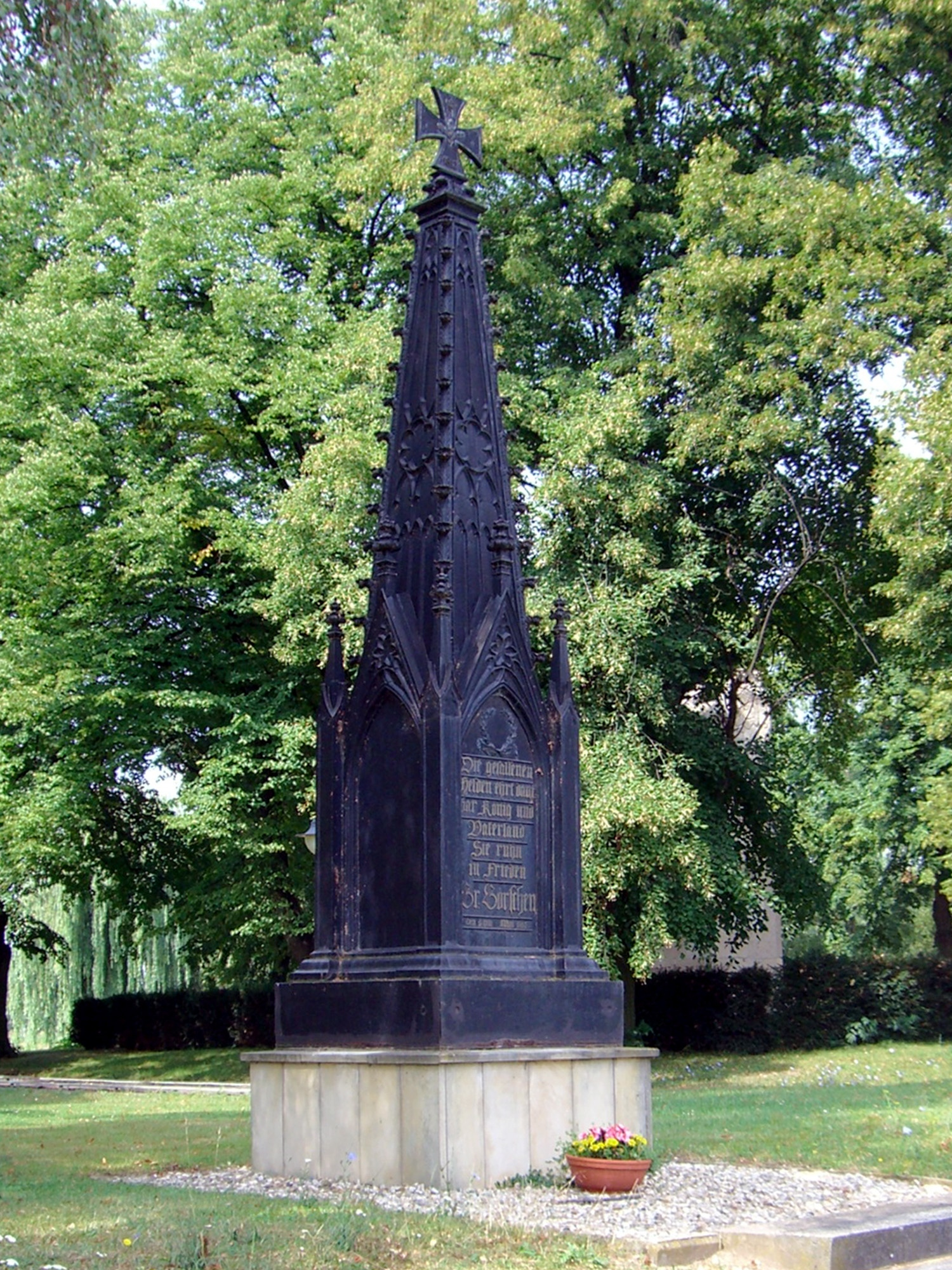
La pyramide Schinkel commémorant la bataille de Lützen
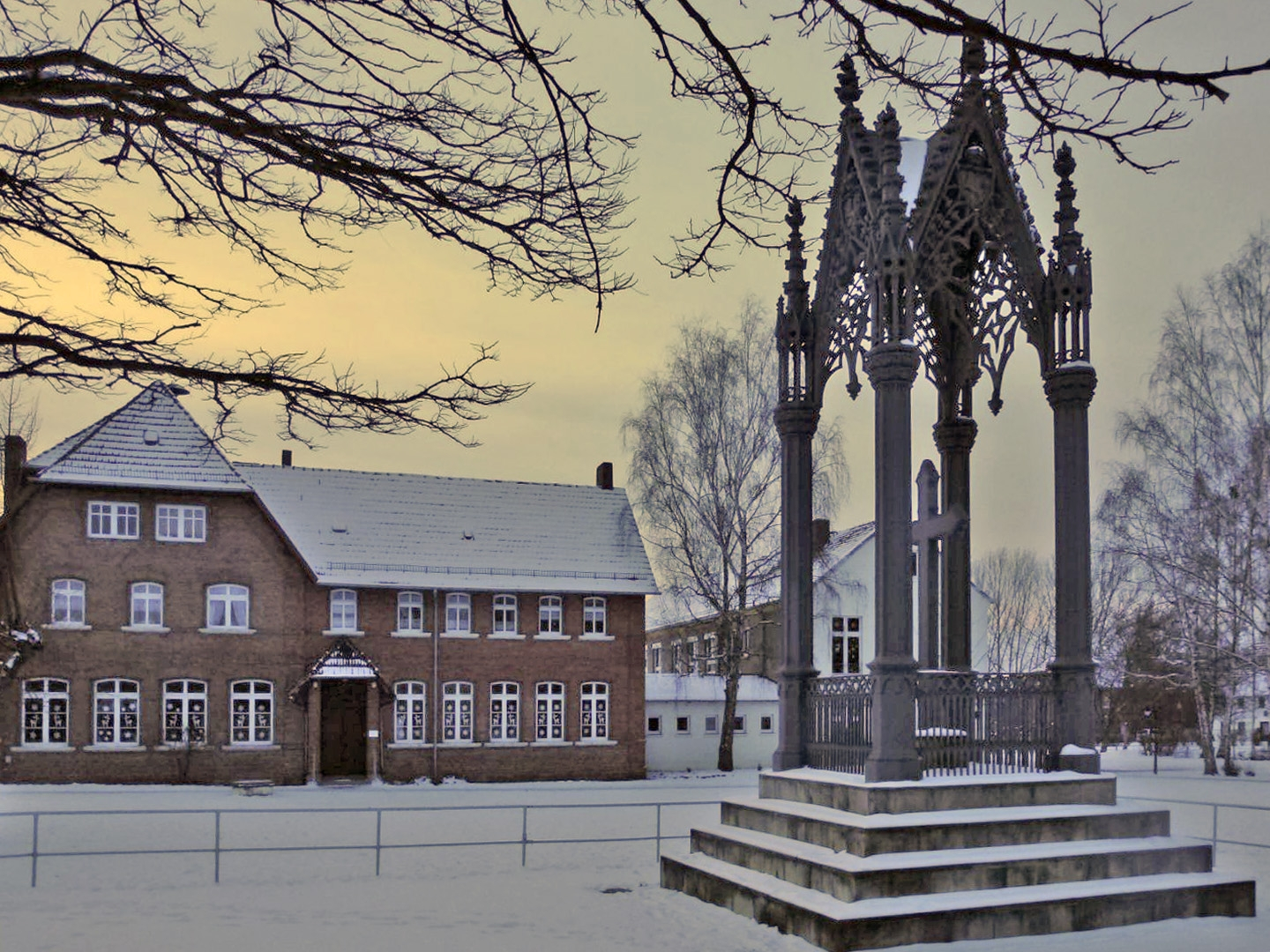
L'école Scharnhorst
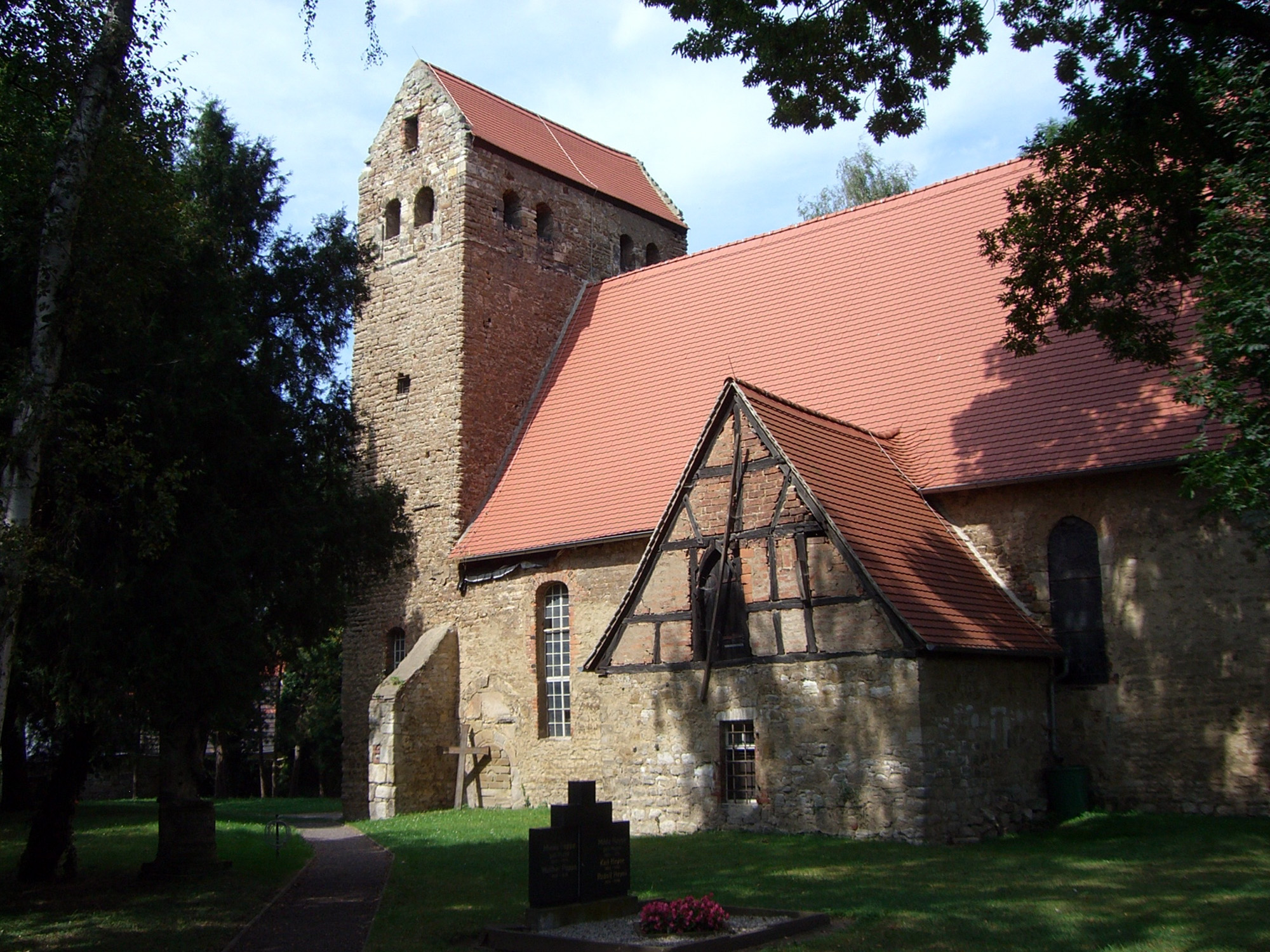
L'église de Großgörschen